# Madonna col Bambino (van Dyck)
La Madonna col Bambino è un dipinto del pittore fiammingo Anton van Dyck realizzato circa nel 1621-1627 e conservato presso la Galleria nazionale di Parma.

## Descrizione
Il dipinto, raffigura “una beata Vergine che tiene in grembo il bambino addormentato” e può essere inserito nella serie di Madonne dipinte da Van Dyck durante il suo periodo italiano, dal 1621 al 1625 e raccolte nel suo Taccuino di disegni italiano. Le opere di questa serie sono perlopiù ritratte a tre quarti e risentono per la maggior parte dei modi tizianeschi degli anni 1550 - 1570, soprattutto nell'iconografia e nel cromatismo di quest'ultimo. L'opera, in particolare, può essere confrontata con alcune opere del periodo palermitano del pittore, come la Madonna col Bambino di Palermo, conservata presso la Galleria Nazionale di Sicilia e la Santa Rosalia del Metropolitan Museum, New York. La datazione, ancora incerta, varia in un arco di tempo che va dal 1621 al 1625, secondo Larsen. Limentani Virdis, invece, pensa che l'opera possa essere fatta risalire al 1627 circa, considerando la maggiore libertà interpretativa che Van Eyck presenta qui dell'arte di Tiziano, rivissuta secondo la propria sensibilità barocca e influenzata da Rubens, L'arte veneta e in particolare Tiziano, infatti, è certamente grande spunto di ispirazione per il maestro di Anversa, del quale ammirava, oltre all'estro creativo dei soggetti, le doti tecniche. Van Dyck ebbe modo di studiare le opere di Tiziano durante i suoi due mesi di permanenza a Venezia, dopo la sosta a Genova e a Roma.
L'eleganza della gestualità e il movimento dinamico della figura di Maria, allungata verso l'alto, fanno da contrasto con l'atteggiamento molto umano del bambino che, morbidamente abbandonato in un sonno profondo, viene appena sfiorato dalla mano della madre, creando attraverso il loro contatto fisico.

## Storia
Il quadro entrò in Galleria nel 1820, acquistato per volere di Maria Luigia dalla collezione di Marianna Galli Baldrighi. L'attribuzione dell'opera, fatta risalire a Van Dyck già al momento dell'entrata dell'opera in Galleria, non è stata messa in dubbio da nessuno studioso.